# Pollenallergen Bet V 1
Bet v 1 ist das Hauptallergen der Hänge-Birke (Betula pendula, Syn.: B. verrucosa) und der Auslöser der Birkenpollenallergie beim Menschen. Bet v 1 gehört zur  PR-10-Proteinfamilie, deren Vertreter von vielen Gefäßpflanzen als Antwort auf biotischen und abiotischen Stress in verschiedenen Gewebetypen gebildet werden. Die genaue Funktion von Bet v 1 für die Pflanze ist bisher unbekannt. Ergebnisse der Kristallstrukturanalyse sowie von Bindungsstudien lassen aber vermuten, dass es sich um einen Carrier für Steroidhormone handeln könnte, der eine Rolle bei der Abwehr von Pathogenen sowie bei der Entwicklung und beim Wachstum der Pflanze spielt.
Von Bet v 1 sind mehrere Isoforme mit unterschiedlich starker Allergenität bekannt. Die Isoform-Zusammensetzung der im Pollen vorkommenden Bet v 1-Proteine variiert von Baum zu Baum, weshalb die Stärke der Allergenität der Pollen für jeden einzelnen Birkenbaum individuell ist.
Eine Unterfamilie der PR-10-Proteine fasst alle zu Bet v 1 homologen Proteine zur BetVI-Familie zusammen; auch Mitglieder dieser Familie sind breit verstreut im Pflanzenreich und viele sind starke Allergene. Da es sich bei allen Mitgliedern aufgrund der Homologie um das gleiche Epitop handelt, ist hier der Grund für Kreuzallergien zu suchen. Weitere Mitglieder der BetVI-Familie sind beispielsweise:
- Api G 1 von Apium graveolens (Sellerie)
- Cor a 1 von Corylus avellana (Haselnuss)
- Mal d 1 von Malus domestica (Kulturapfel)
- Ara h 8 von Arachis hypogaea (Erdnuss)

Ein Hinweis auf die genaue Funktion ist eine Bindedomäne der Proteine, die bevorzugt Lipide wie Cholesterin und Lecithin binden kann. Der physiologische Ligand von Bet v 1 ist  Quercetin-3-O-sophorosid. In der Zellkultur wurde ausschließlich bei Allergikern ein Eindringen des Proteins in Epithelzellen beobachtet, möglicherweise über Lipid Rafts der Zellmembran, während das Immunsystem  der gesunden Personen diesen Vorgang verhindert.